# Jessie Ware
Jessica "Jessie" Lois Ware (Londres, Inglaterra; 15 de octubre de 1984) es una cantante y compositora británica. Su álbum debut Devotion (2012) alcanzó el puesto número cinco en las listas británicas y produjo el sencillo «Wildest Moments». Su siguiente grabación Tough Love (2014) alcanzó el número nueve en el Reino Unido. Con su álbum, What's Your Pleasure? (2020), se consolidó como una de las artistas británicas de música disco más carismáticas y exitosas de la música actual. Además, ha colaborado con otros artistas como: Nicki Minaj, Octavian, Joker y SBTRKT, en concierto y en sus grabaciones.
En 2018, Ware junto a su madre Lennie, comenzaron a presentar el podcast, Table Manners acerca de aspectos de su vida personal como la familia, comida o el arte, acogiendo a invitados. El podcast está disponible en las principales plataformas de streaming.

## Biografía
Ware nació en el Hospital de Queen Charlotte, en Hammersmith, Londres, y creció en Clapham, South London. Ella es la hija de Helena (nacida Keell), una trabajadora social, y John Ware, un reportero de la BBC Panorama, que se divorció cuando ella tenía 10 años, y la hermana menor de la actriz británica Hannah Ware. Su madre ha sido un gran apoyo en el inicio de su carrera musical y Ware la considera como «su héroe», diciendo «Ella educó a mi hermana, hermano y yo con tanto amor y amenidad y siempre me dijo que podía hacer lo que yo quisiera». La madre de Jessie es judía y se crio en dicha fe.
Jessie fue educada en Alleyn's School, una escuela independiente coeducacional en Dulwich, en el sur de Londres, seguida por la Universidad de Sussex, donde se licenció en Literatura Inglesa.

## Carrera musical

### 2009–12: Inicios yDevotion
En los años previos al lanzamiento de su primer álbum en solitario, Ware hizo coros en shows en vivo para Jack Peñate (quien la llevó de gira por Estados Unidos) y Man Like Me. Ware dijo que aprendió mucho durante su tiempo con Jack Peñate: "Actuar con él fue un entrenamiento realmente bueno, porque pude aprender todo sobre cómo lo hacen otras personas, pude actuar en vivo sin la presión de ser cantante principal. Me dio una idea de qué esperar y me preparó para lo que estoy haciendo ahora."
En 2010, conoció a Sampha, entonces conocida como la principal colaboradora de SBTRKT. Juntos crearon, "Valentine", que fue lanzado en una edición especial de vinilo en 2011. "Valentine" se inspiró en parte en la canción de James Blake: "The Wilhelm Scream" y se basó en sus propias experiencias personales en el amor. El video musical de "Valentine" fue dirigido por Marcus Söderlund. "Nervous" y "Valentine", llevaron a Ware a un contrato discográfico con PMR Records. También apareció en "Ceremonials", el álbum de 2011 de Florence and the Machine en el que su buena amiga Florence Welch es la cantante principal.
El 14 de octubre de 2011, Ware lanzó su sencillo debut en solitario "Strangest Feeling" en un limitado vinilo púrpura de 10 ", aunque la canción no llegó a las listas del Reino Unido.

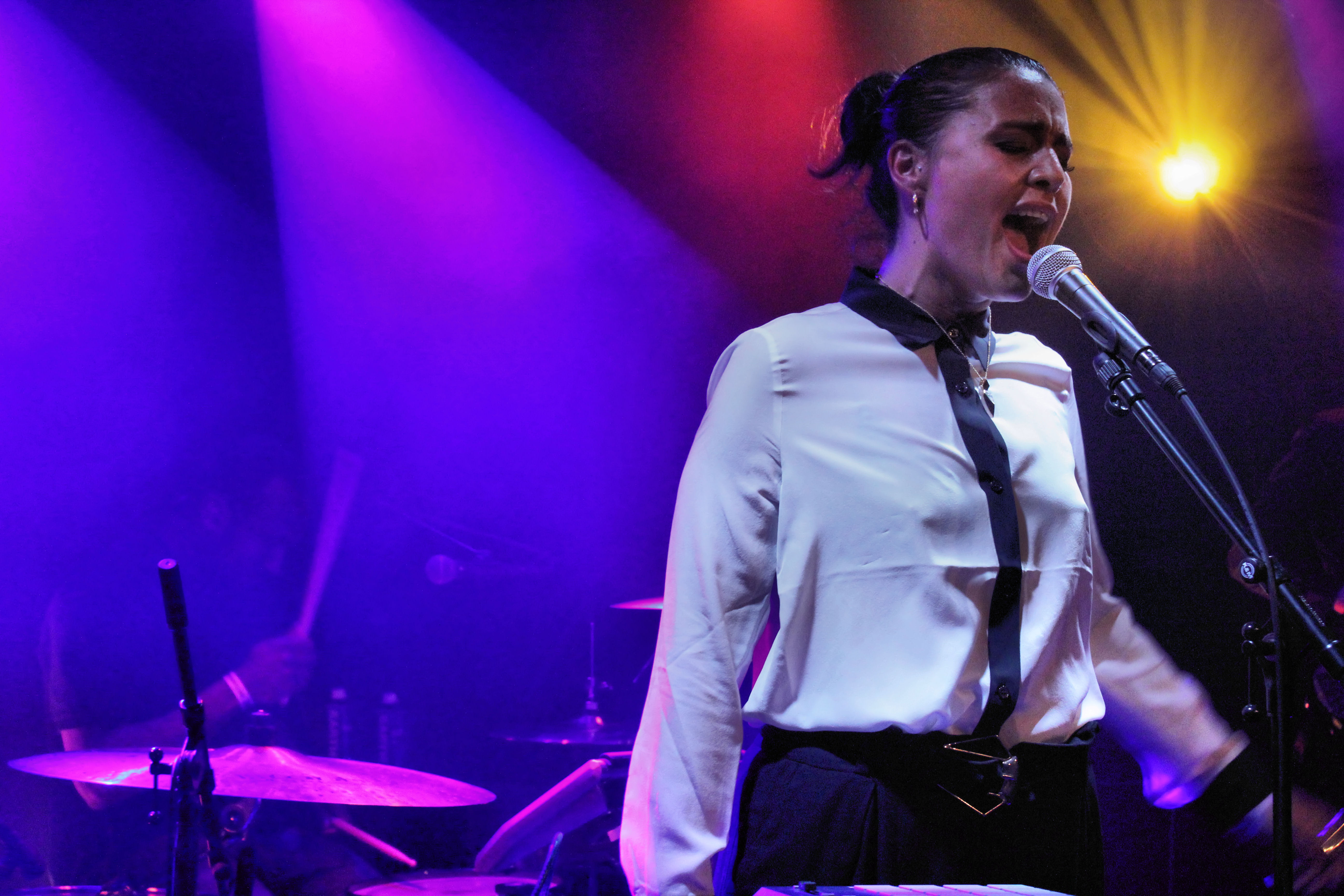
Ware actuando en el Festival de Eurosonic, en 2012.

El 20 de agosto de 2012, Ware lanzó su álbum debut "Devotion", que alcanzó el puesto número cinco en la lista de álbumes del Reino Unido. Luego lanzó "Running" el 24 de febrero de 2012 como el sencillo principal de su álbum de estudio debut, Devotion. "110%" fue lanzado como segundo sencillo del álbum el 13 de abril, alcanzando el puesto 61 en el Reino Unido. "Wildest Moments" fue lanzado como el tercer sencillo del álbum el 29 de junio, alcanzando el puesto 46 en el Reino Unido. "Night Light" fue lanzado como cuarto sencillo el 24 de agosto.

### 2014–18:Tough LoveyGlasshouse

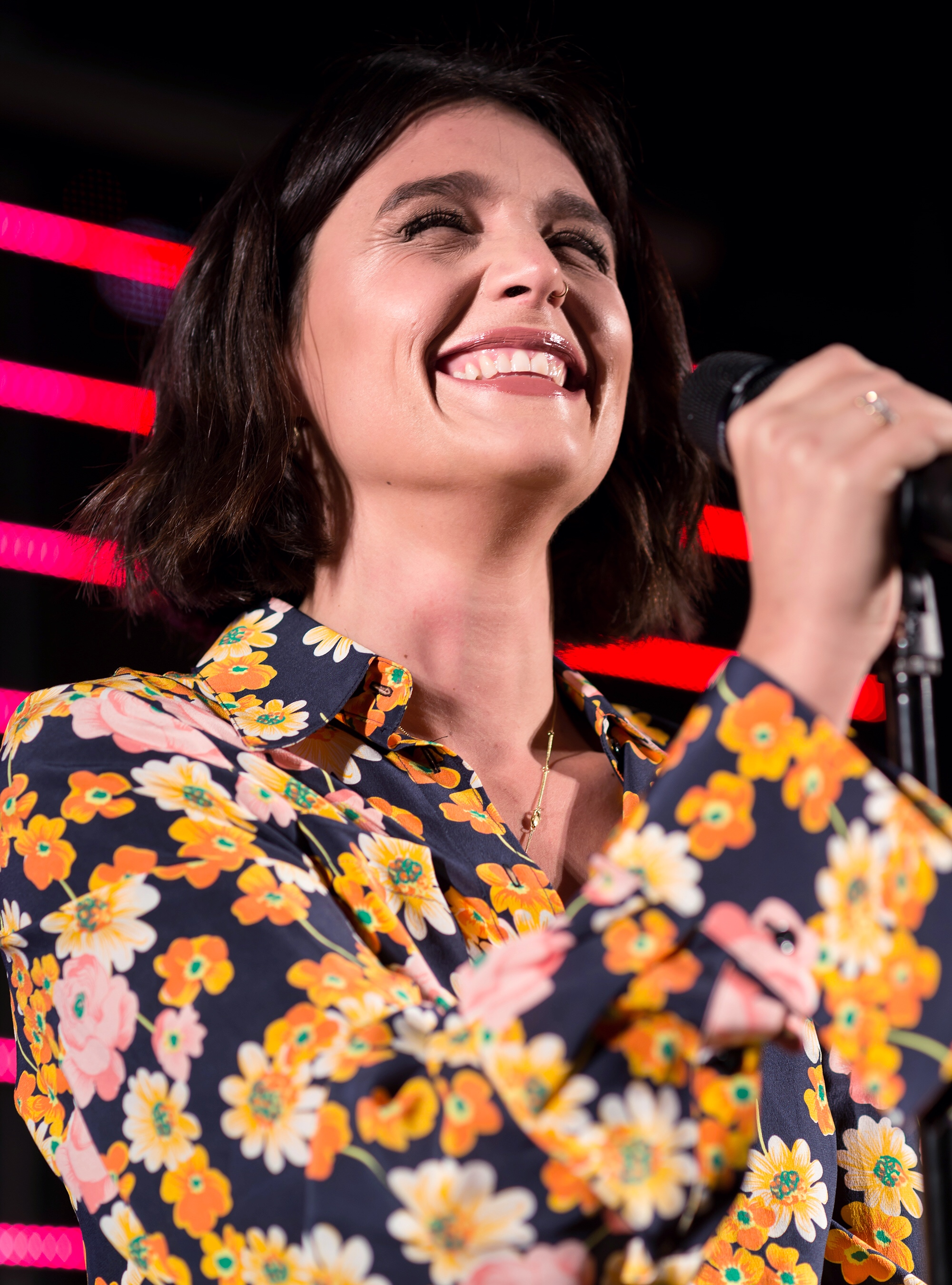
Ware actuando en 2017.

Dos años más tarde, publicó su segundo álbum de estudio titulado: "Tough Love", que fue lanzado el 6 de octubre de 2014. Ware comenzó a escribir el álbum a principios de ese año. El álbum alcanzó el número nueve en la lista de álbumes del Reino Unido, convirtiéndose en su segundo álbum entre los diez primeros. "Tough Love" fue el primer sencillo extraído del nuevo álbum y lanzado el 3 de agosto de 2014. "Tough Love" fue comparado con "Prince en su mejor momento minimalista de los 80" de Pitchfork.  "Tough Love" fue produjido por BenZel, el dúo de producción compuesto por el productor londinense de post-bajo, Two Inch Punch y el productor Benny Blanco con quien Ware trabajó anteriormente en el sencillo "If You Love Me"; Benzel también son productores ejecutivos de su nuevo álbum. Ed Sheeran coescribió la canción "Say You Love Me". Ware tocó en el Wilderness Festival (del 7 al 10 de agosto de 2014); un par de fechas adicionales en el Festival de Berlín 2014 (6 de julio de 2014) y Sopot Gulf of Art (26 de julio de 2014) ese año.
Ware contribuyó con una canción para el tercer álbum de estudio de Nicki Minaj, "The Pinkprint" (2014), llamado "The Crying Game" en el que Minaj alterna entre "versos devastadores y canturreo pensativo" mientras Ware agrega voces "inquietantes" y "conmovedoras" al coro. Originalmente, Ware solo recibió un crédito como compositor, pero luego se le atribuyeron las versiones actualizadas del álbum. También coescribió la canción "New Man" para el tercer álbum de Ed Sheeran "÷" y proporcionó voces de fondo y otras dos canciones.

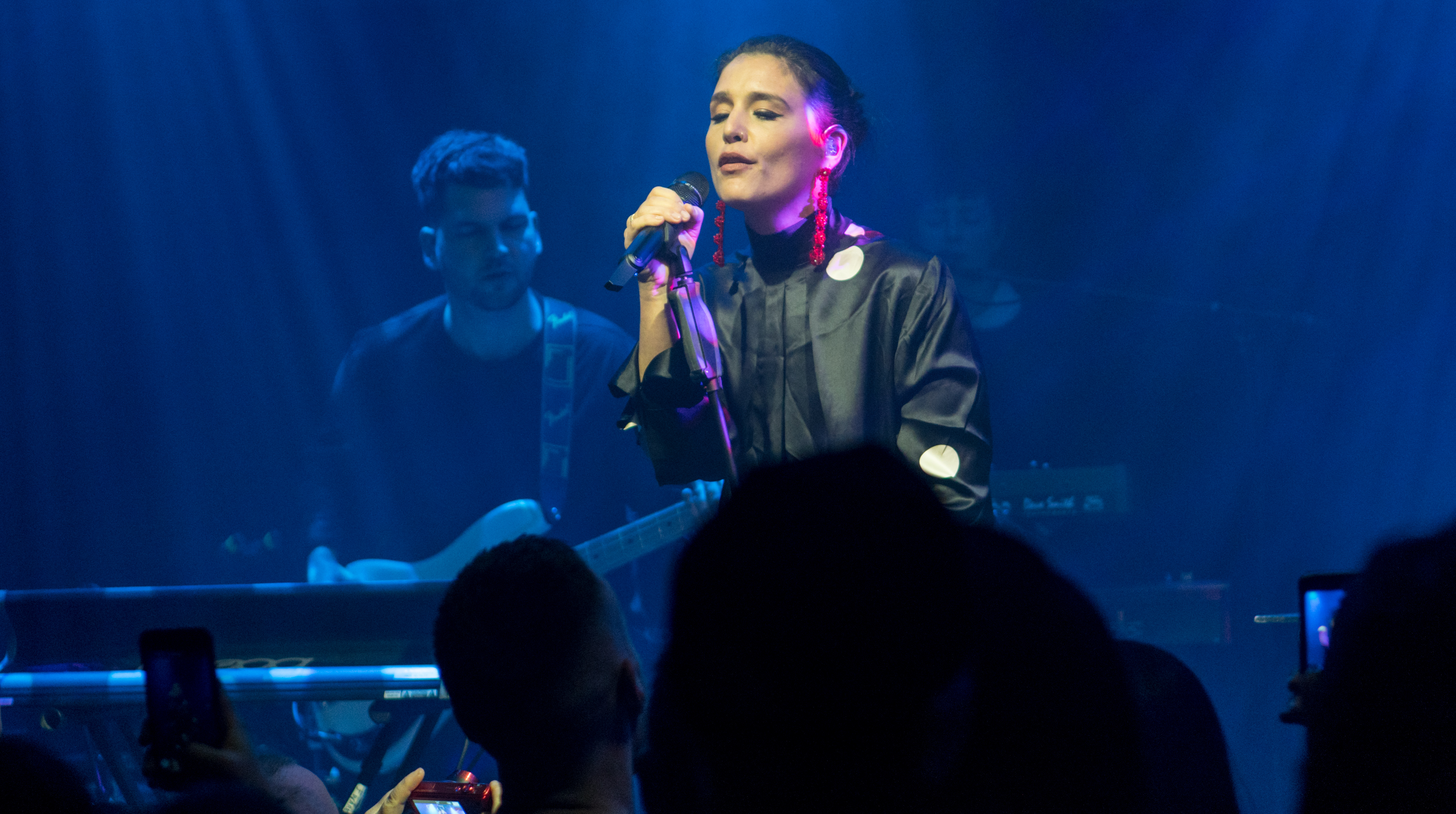
Ware actuando en el The Jazz Café,en febrero de 2018.

En octubre de 2017, Ware regresó al escenario después de una ausencia de dos años antes del lanzamiento de su tercer álbum de estudio llamado: Glasshouse". Con la contribución de Francis and the Lights, Ed Sheeran, Cashmere Cat, Julia Michaels y otros, fue precedida por sus primeros tres sencillos "Midnight", "Selfish Love" y "Alone". "Glasshouse" debutó y alcanzó el puesto número siete en la lista de álbumes del Reino Unido.
A finales del 2017, Ware lanzó su propio podcast, producido con su madre y llamado Table Manners bajo los sellos discográficos de Acast e Island Records. El podcast habla sobre "la familia, la comida y el arte", acompañado de un nuevo invitado cada semana. El primer episodio estuvo disponible el 8 de noviembre de 2017 y contó con el cantautor y amigo británico suyo, Sam Smith. Desde entonces, por el programa han pasado grandes invitados como Ed Sheeran, Randy Jackson, Nigella Lawson, Sandy Toksvig, Daniel Kaluuya, Paloma Faith, George Ezra, Annie Mac, Paul McCartney o Kylie Minogue. En la actualidad, se encuentra en su décima temporada.
En octubre de 2018, Ware lanzó el sencillo "Overtime", sencillo, que más tarde se incluyó en "What’s Your Pleasure (The Platinum Pleasure Edition)", reedición publicada en 2021.

### 2020–23:What's Your Pleasure?yThat! Feels Good!
"What's Your Pleasure?", cuarto álbum de estudio de Ware, fue lanzado el 27 de junio de 2020, después de haber sido aplazado desde su fecha de lanzamiento inicial del 5 de junio. El primer sencillo del álbum, "Adore You", fue lanzado en febrero de 2019. Este fue seguido por los sencillos, "Mirage (Don't Stop)" en noviembre de 2019, "Spotlight" en febrero de 2020, "Ooh La La" en abril y "Save a Kiss" en mayo. A finales del 2020, en la lista anual del expresidente, Barack Obama, de su música favorita del año, incluyó la pista de Ware, "Remember Where you Are" (2020), perteneciente al álbum. Dicho impacto, hizo que la publicase como séptimo y último sencillo del álbum en febrero de 2021.
El 11 de junio de 2021, anunció la reedición del álbum, bajo el título: The Platinum Pleasure Edition junto  con una nueva portada. El sencillo principal del álbum, "Please", fue publicado en abril de 2021. Al que le siguió, "Hot n Heavy", en junio de 2021.
Más tarde, en ese mismo año, colaboró con Kylie Minogue en la reedición del decimoquinto álbum de estudio de Minogue, Disco, titulado: Disco: Guest List Edition. Su canción "Kiss of Life" se lanzó el 29 de octubre de 2021. Su colaboración se hizo pública después de que Minogue apareciera como invitada en Table Manners en septiembre de 2020. En el episodio, hablaron sobre escribir juntas y hacer una colaboración.
"Free Yourself", el sencillo principal del quinto álbum de estudio de Ware, That! Feels Good!, fue lanzado el 19 de julio de 2022 luego de su estreno en vivo, en el Festival de Glastonbury de ese mismo año. El sencillo fue producido por Stuart Price. El siguiente sencillo, "Pearls", fue publicado el 9 de febrero de 2023, después de un adelanto publicado unos días antes.
El quinto álbum de estudio de la cantante, fue publicado el 28 de abril de 2023. Semanas antes, publicó el tercer sencillo del álbum, "Begin Again". El 28 de julio, publicó el cuarto sencillo del álbum, una versión remix de su sencillo "Freak Me Now" junto a Róisín Murphy.

## Vida personal
Ware es judía. En 2021, consideró celebrar el rito judío, Bat Mitzvah, como una mujer adulta. Ware compartía un piso durante su época universitaria con Felix White de The Maccabees y también es una mejor amiga de Adele.
En agosto de 2014, Ware se casó con su novio de la infancia Sam Burrows, a quien había conocido en la escuela, en la isla griega de Skopelos, donde la pareja se había previamente comprometido. La pareja tienen tres hijos juntos. El 5 de septiembre de 2016 nació su primera hija. El 4 de marzo de 2019 dio a luz a su segundo hijo.
Ware es una embajadora de UNICEF en el Reino Unido y ha viajado junto con la organización a países como Bangladesh, Camerún o Macedonia del Norte para ayudar y ver el trabajo que realiza ayudando a la infancia contra violencia de género.

## Discografía

### Álbumes
| Álbumes de estudio - Devotion (2012) - Tough Love (2014) - Glasshouse (2017) - What's Your Pleasure? (2020) - That! Feels Good! (2023) Reediciones - What's Your Pleasure (The Pleasure Platinum Edition) (2021) | - Nervous (con SBTRKT) (2010) - No to Love (2012) - If You're Never Gonna More (2013) |

## Giras
- Devotion Tour (2012)
- Night + Day Tour (2013)
- Tough Love World Tour (2014)
- Glasshouse Tour (2018)
- What’s Your Pleasure? Tour (2021–2022)
- That! Feels Good! Tour (2023)

## Premios y nominaciones
Premios BRIT
| Año  | Nominación            | Premio                           | Resultado | Ref    |
| ---- | --------------------- | -------------------------------- | --------- | ------ |
| 2013 | Ella misma            | Mejor artista británica femenina | Nominada  | [ 53 ] |
| 2013 | Ella misma            | British Breakthrough             | Nominada  | [ 53 ] |
| 2015 | Ella misma            | Mejor artista británica femenina | Nominada  | [ 54 ] |
| 2018 | Ella misma            | Mejor artista británica femenina | Nominada  | [ 55 ] |
| 2021 | Ella misma            | Mejor artista británica femenina | Nominada  | [ 56 ] |
| 2021 | What's Your Pleasure? | Mejor álbum británico del año    | Nominada  | [ 56 ] |
| 2024 | Ella misma            | Artista británico del año        | Nominada  | [ 57 ] |

Premios Mercury
| Año  | Nominación        | Premio                           | Resultado | Ref    |
| ---- | ----------------- | -------------------------------- | --------- | ------ |
| 2012 | Devotion          | Mejor álbum británico e irlandés | Nominado  | [ 58 ] |
| 2023 | That! Feels Good! | Mejor álbum británico e irlandés | Nominado  | [ 59 ] |

Premios MTV EMA
| Año  | Nominación               | Premio                      | Resultado | Ref    |
| ---- | ------------------------ | --------------------------- | --------- | ------ |
| 2015 | Live at MTV Crashes Cork | Mejor actuación world stage | Nominada  | [ 60 ] |